# Elfenau/Brunnadern
Elfenau/Brunnadern (auch: Brunnadere) ist das grösste Quartier der Stadt Bern. Das Villenquartier gilt als ein Diplomatenviertel.

## Geographie und Bevölkerung
Das Quartier Elfenau/Brunnadern gehört zu den 2011 bernweit festgelegten 114 gebräuchlichen Quartieren und liegt im Stadtteil IV Kirchenfeld-Schosshalde, dort im statistischen Bezirk Brunnadern. Es grenzt an die Quartiere Elfenau-Park und Egghölzli, sowie das Dählhölzli, Gryphenhübeli/Thunplatz, das Murifeld und bildet im Westen die Stadtgrenze zu Muri.
Im Westen wird das Quartier Elfenau/Brunnadern durch den Tierpark Bern begrenzt. Im Norden wird das Quartier durch den Thunplatz, die Thunstrasse, den Platz Burgernziel und die Muristrasse begrenzt. Im Osten wird es durch die Mülinenstrasse und kleine Quartierstrassen begrenzt. Im Süden wird es durch das Herrenhaus im Elfenau-Park und verschiedene Quartierstrassen begrenzt.
2022 waren 4040 Einwohner im Quartier gemeldet, davon 3252 Schweizer und 788 Ausländer.

## Geschichte
Die Bezeichnung Brunnadern für das Gebiet zwischen Dählhölzli und Elfenauhölzli weist auf gute Quellen hin, es bestanden mehrere Landgüter. Nahe der heutigen Liegenschaft «Brunnadere-Huus» gründete Mechtild von Seedorf 1285 ein Frauenkloster, was 1286 den Dominikanern unterstellt und später in die Stadt verlegt wurde (Inselkloster). Nach seiner Zerstörung wurde ein neues Gebäude errichtet, das verschiedenen Zwecken diente – auch einer Wäscherei und Bügelei. 1855 wurde ein Erziehungsheim für junge Mädchen gegründet – ab 1940 als «Evangelisches Mädchenheim Brunnadern» und heute nach Sanierung vom Brunnadere-Huus als Aussenwohngruppe. Das Gelände ist heute in das Wohn- und Pflegeheim «ElfenauPark» eingebunden.
Den Namen Elfenau ersann die russische Grossfürstin Anna Feodorowna, die um 1816 das Grundstück als Rückzugsort kaufte.

## Bauwerke und Infrastruktur
Die Strassenbahnlinien 6, 7 und 8 verbinden das Quartier mit dem Zentrum. Die Buslinien 19 und 31 verkehren durch das Quartier.
Im Quartier haben zahlreiche Botschaften ihren Sitz in repräsentativen Stadtvillen, darunter die Deutsche, Polnische und Türkische Botschaft.

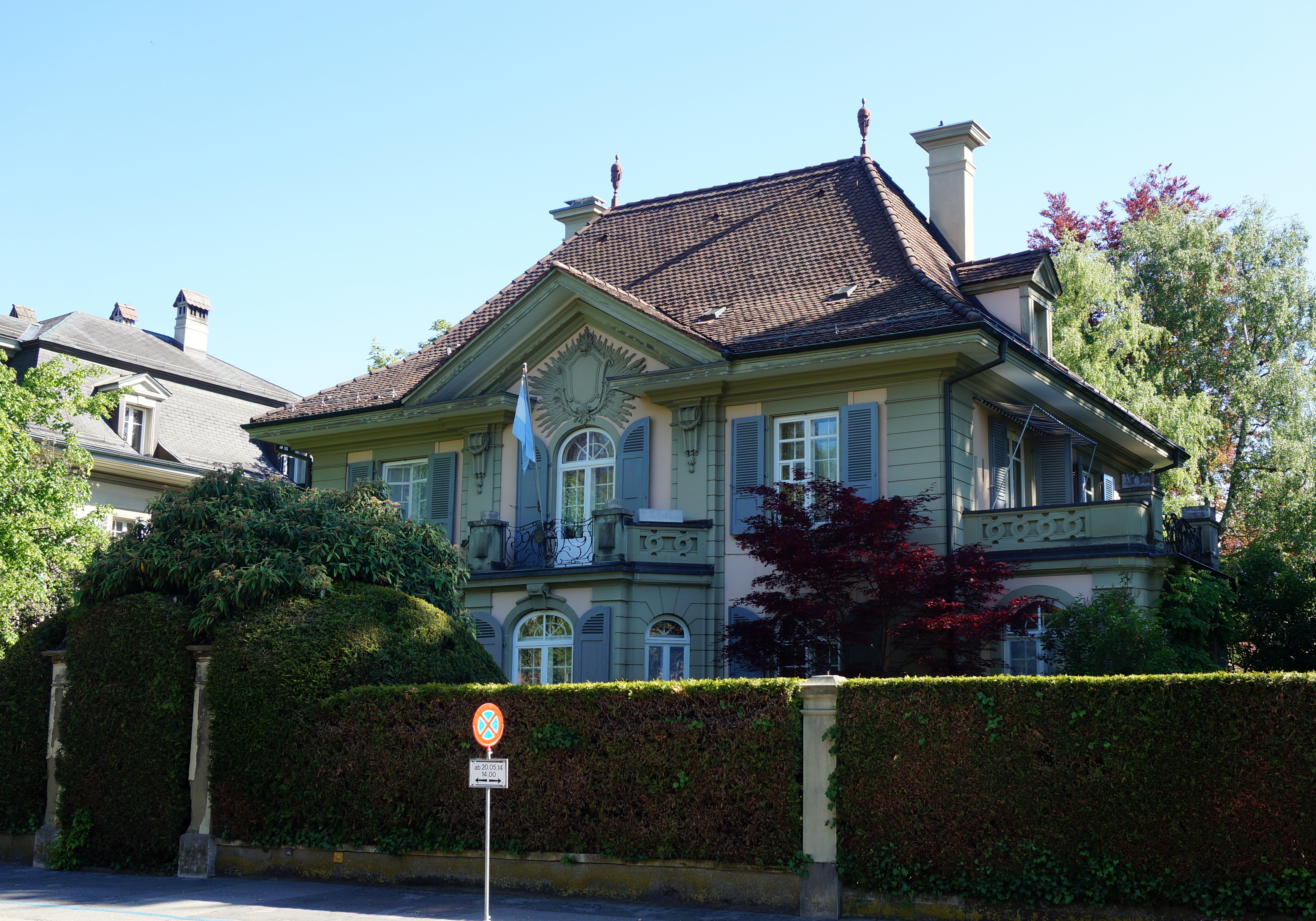
Argentinische Botschaft (Elfenstrasse 5)
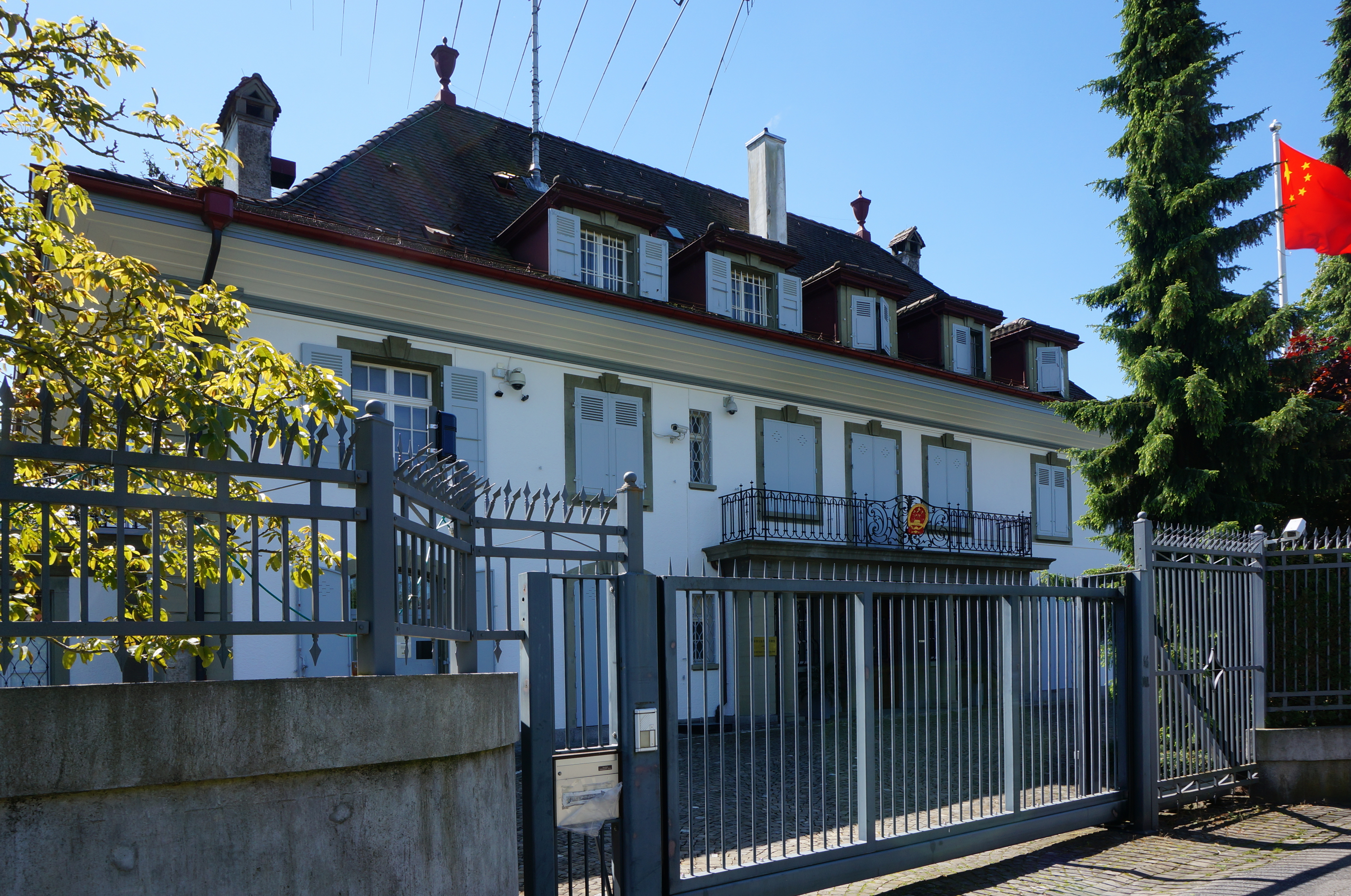
Chinesische Botschaft (Kalcheggweg 10)
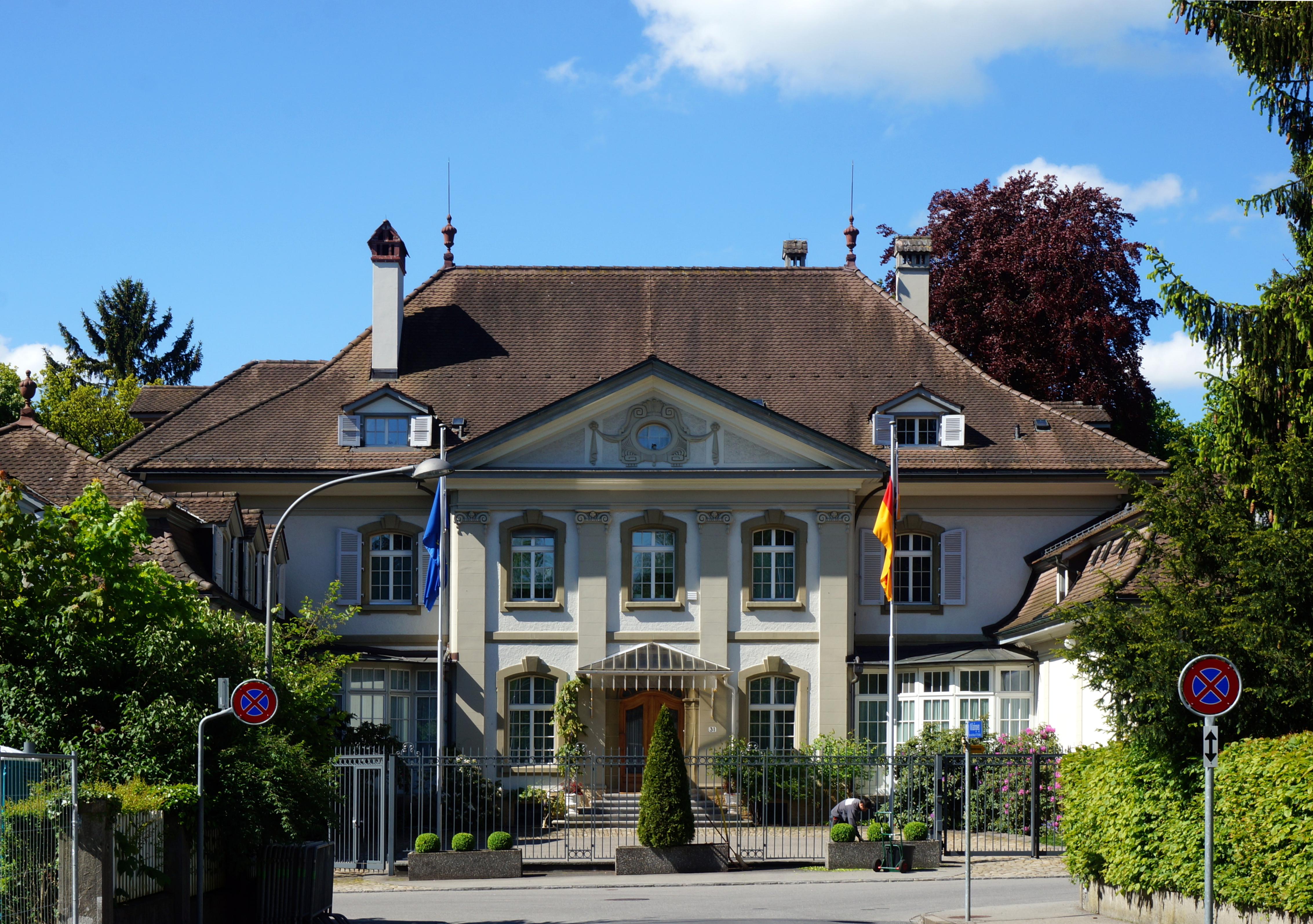
Deutsche Botschaft (Brunnadernrain 31)
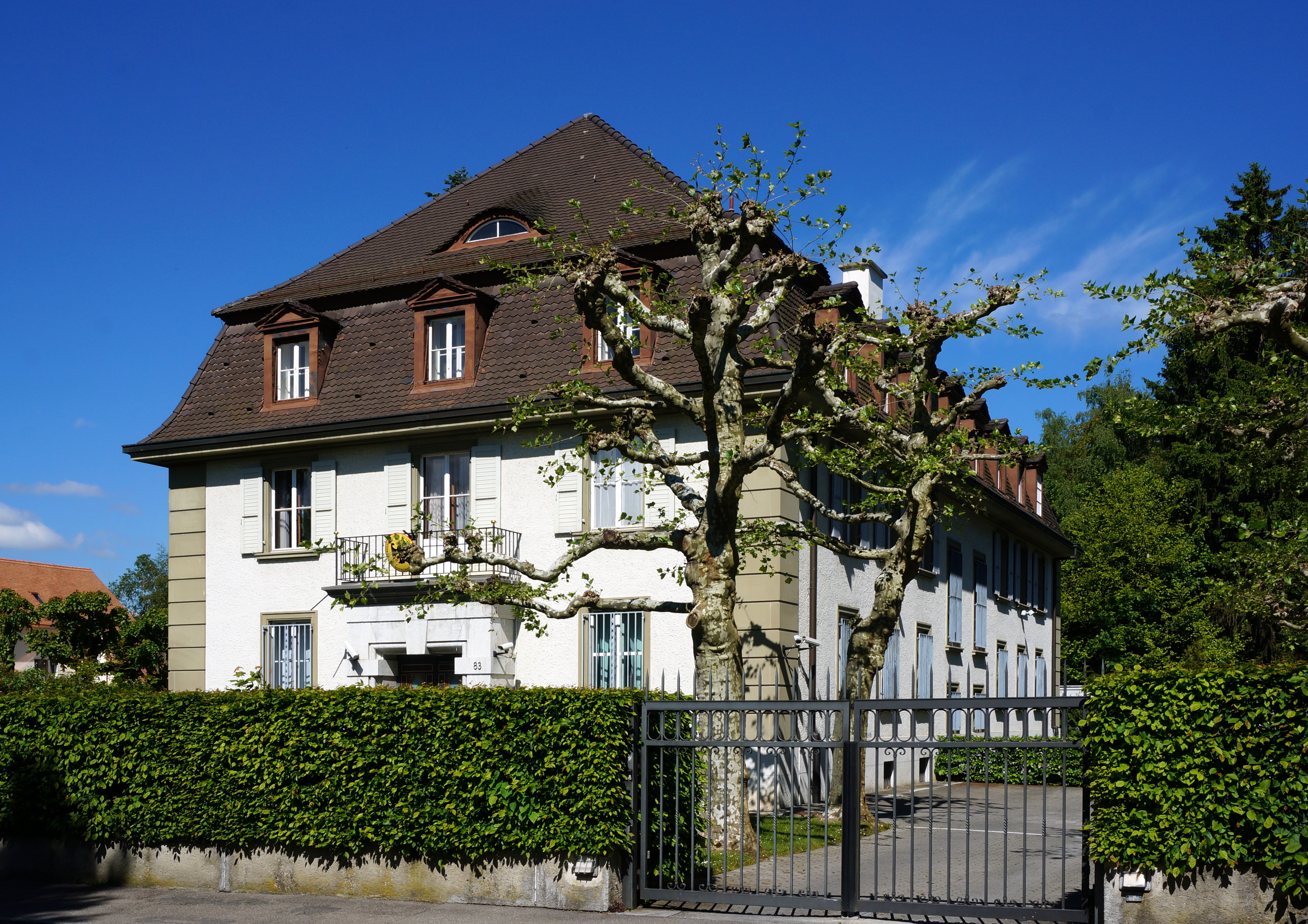
Deutsche Botschaft (Willadingweg 83)
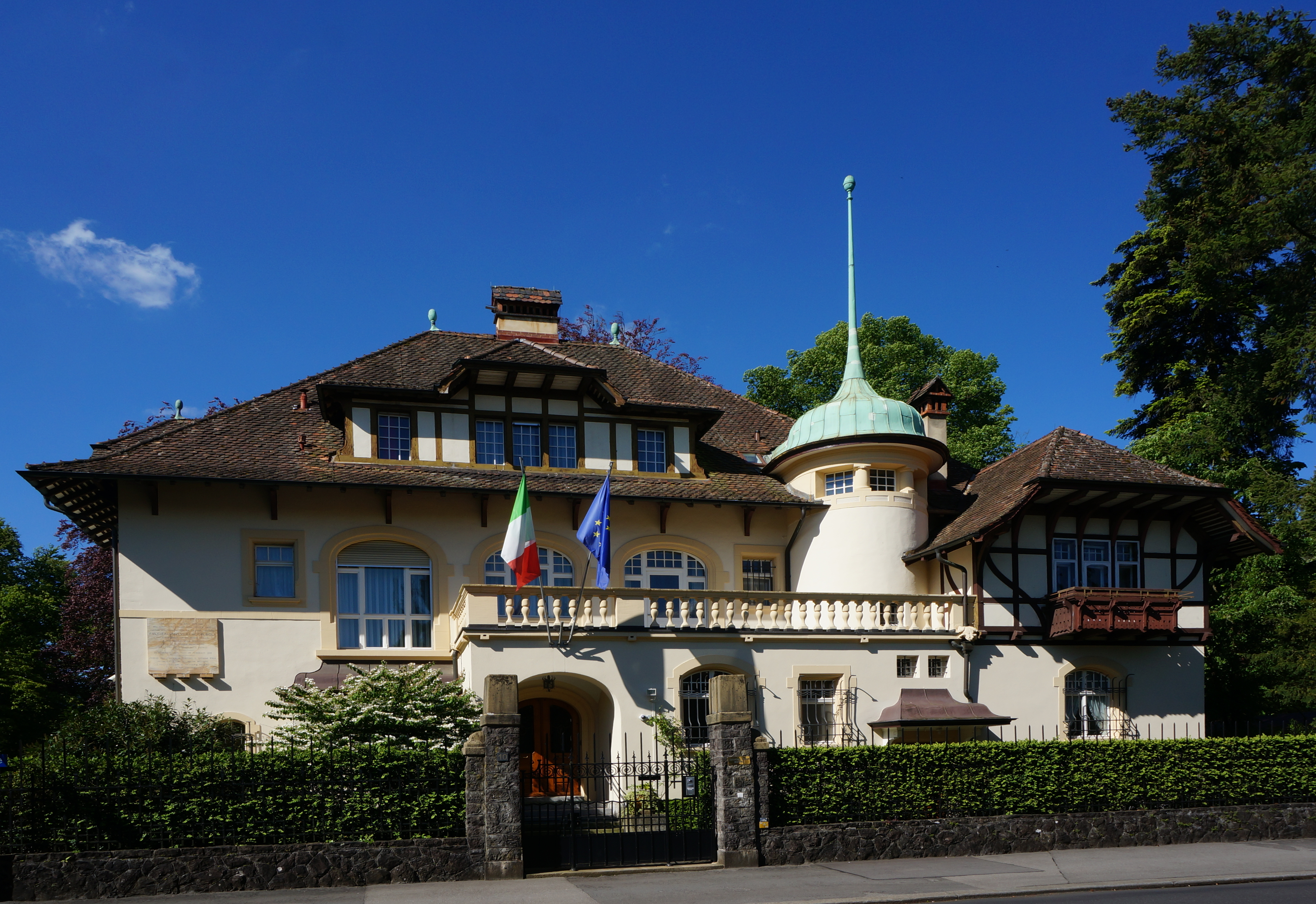
Italienische Botschaft (Elfenstrasse 10)
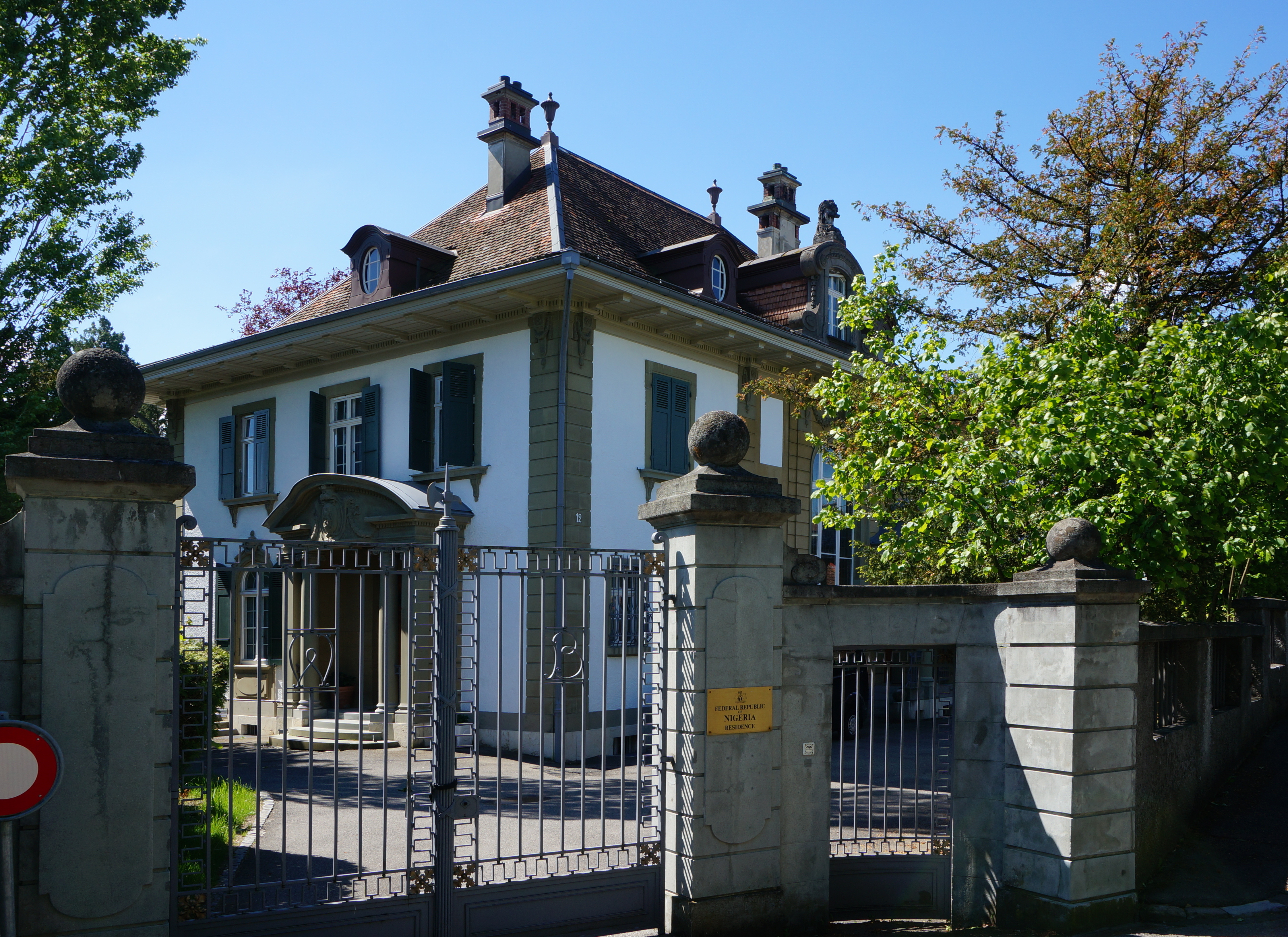
Nigerianische Botschaft (Kalcheggweg 12)
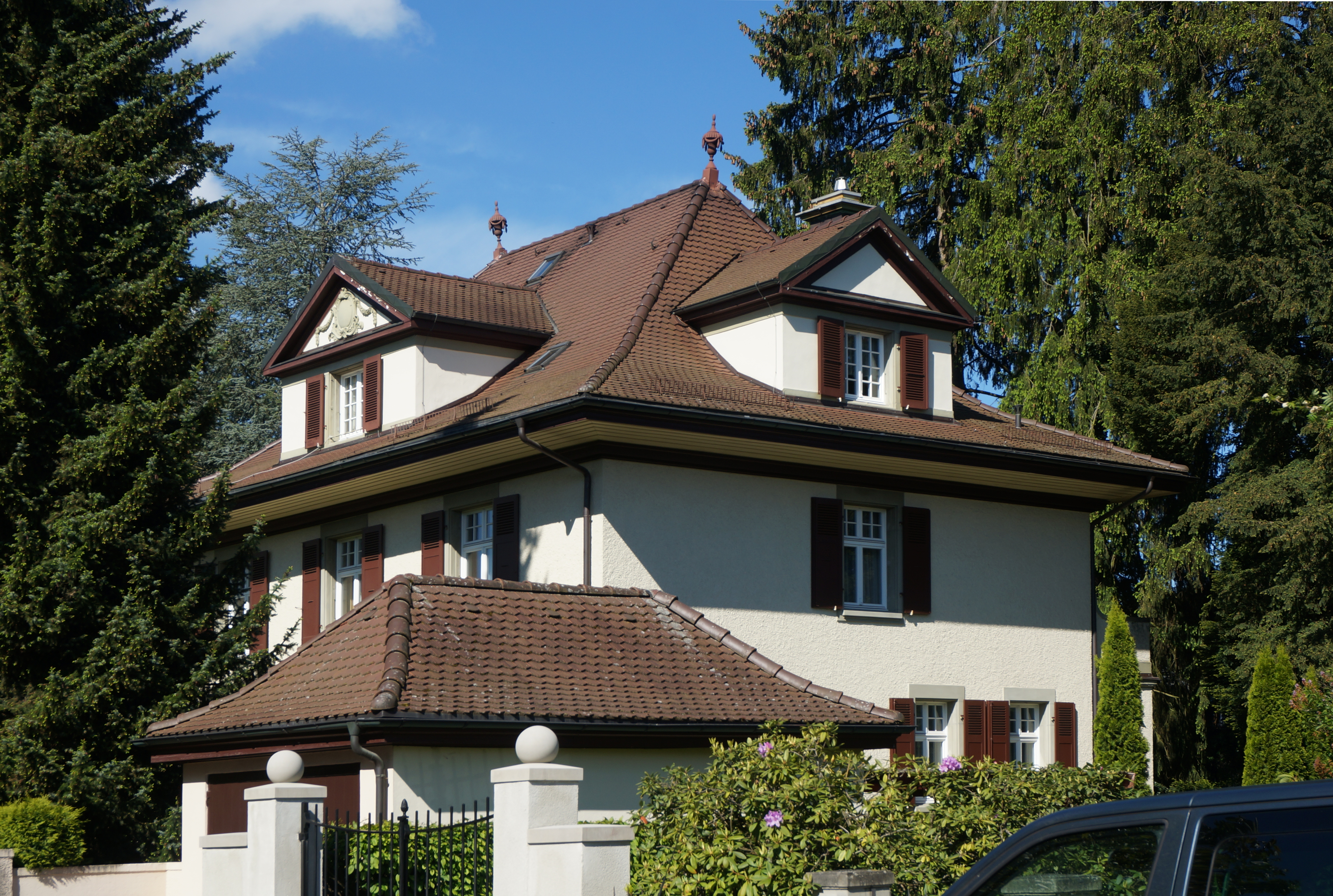
Polnische Botschaft (Elfenstrasse 9)
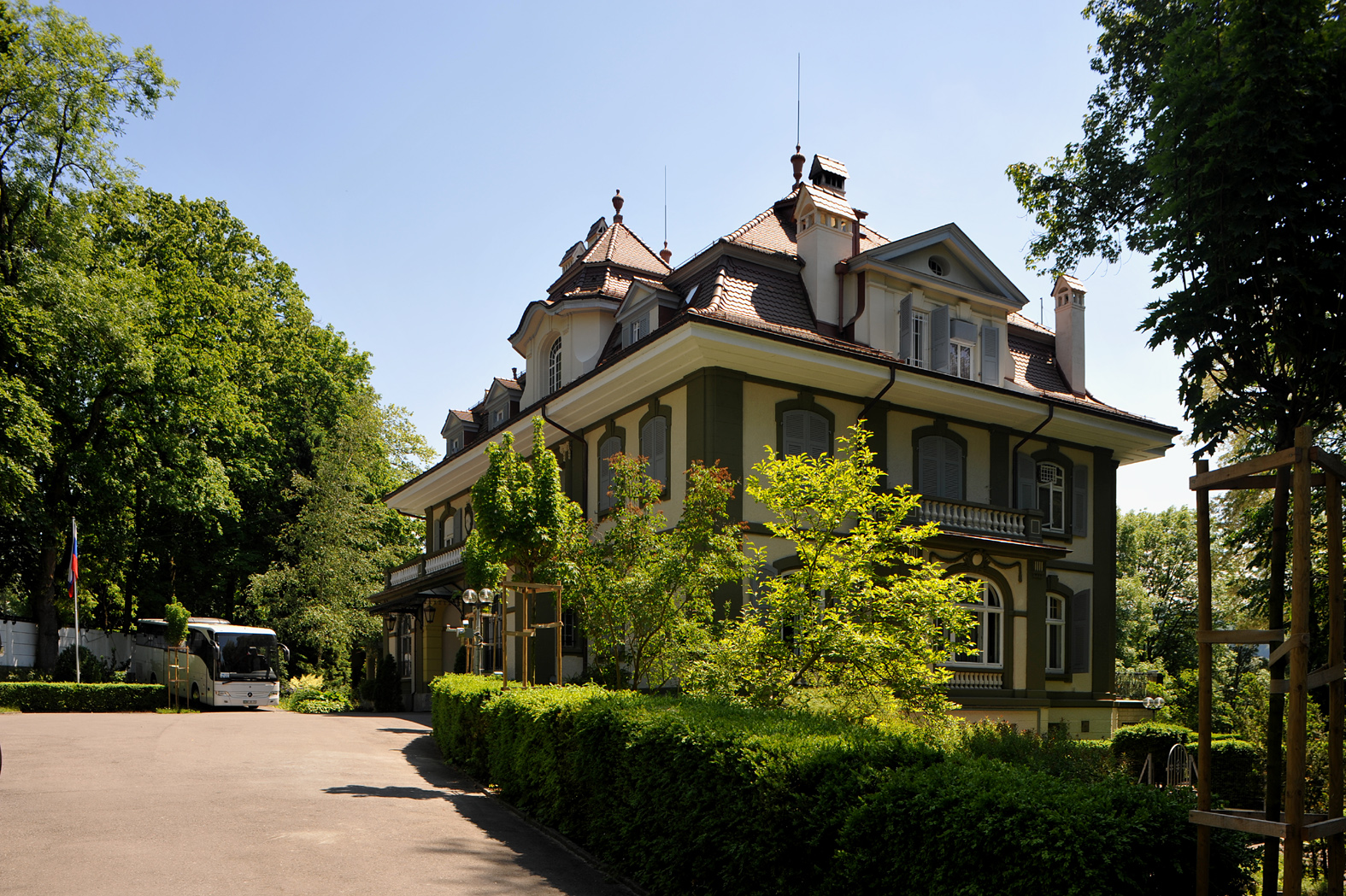
Russische Botschaft (Brunnadernrain 37)
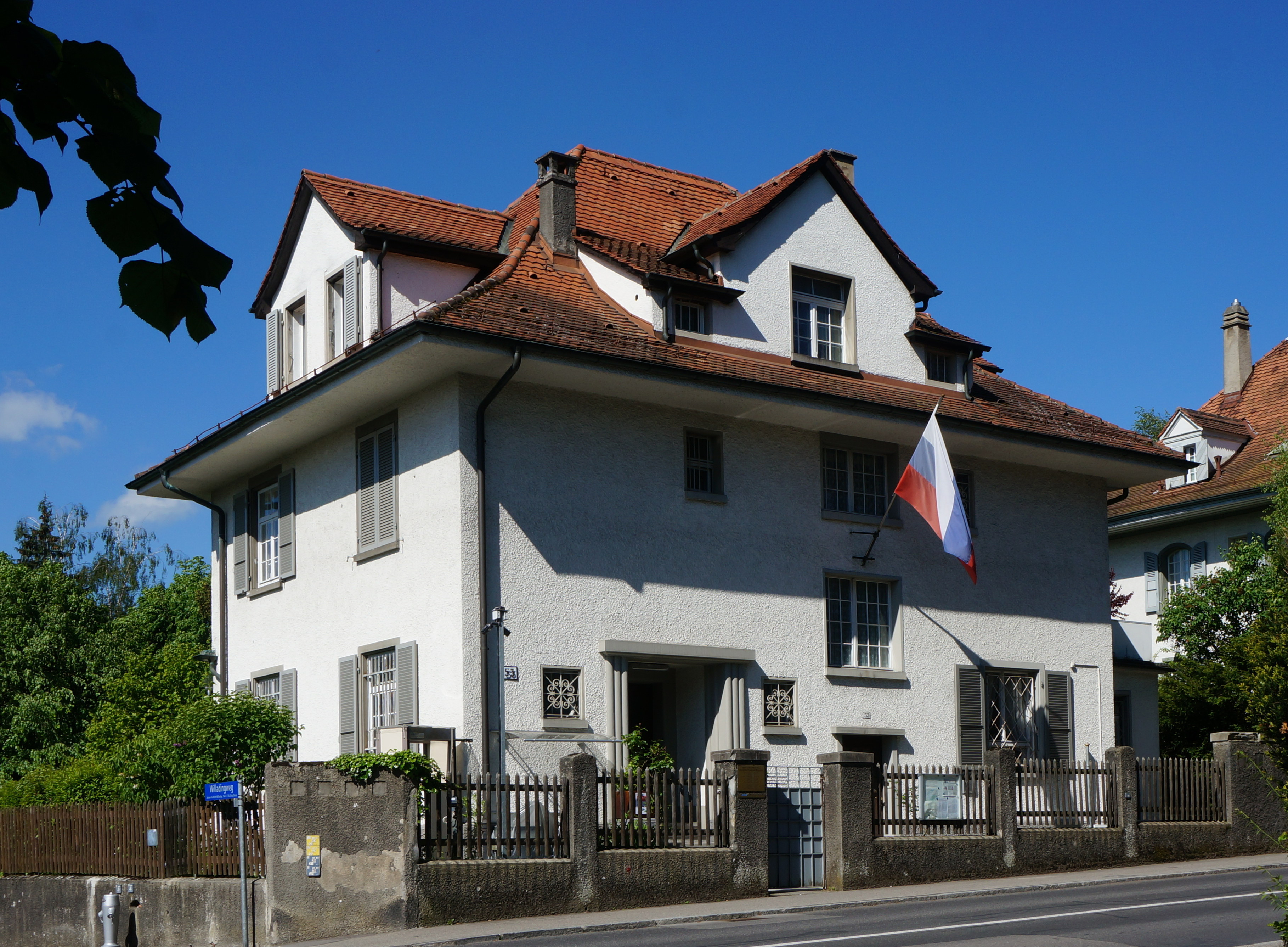
Russisches Konsulat (Brunnadernstrasse 53)
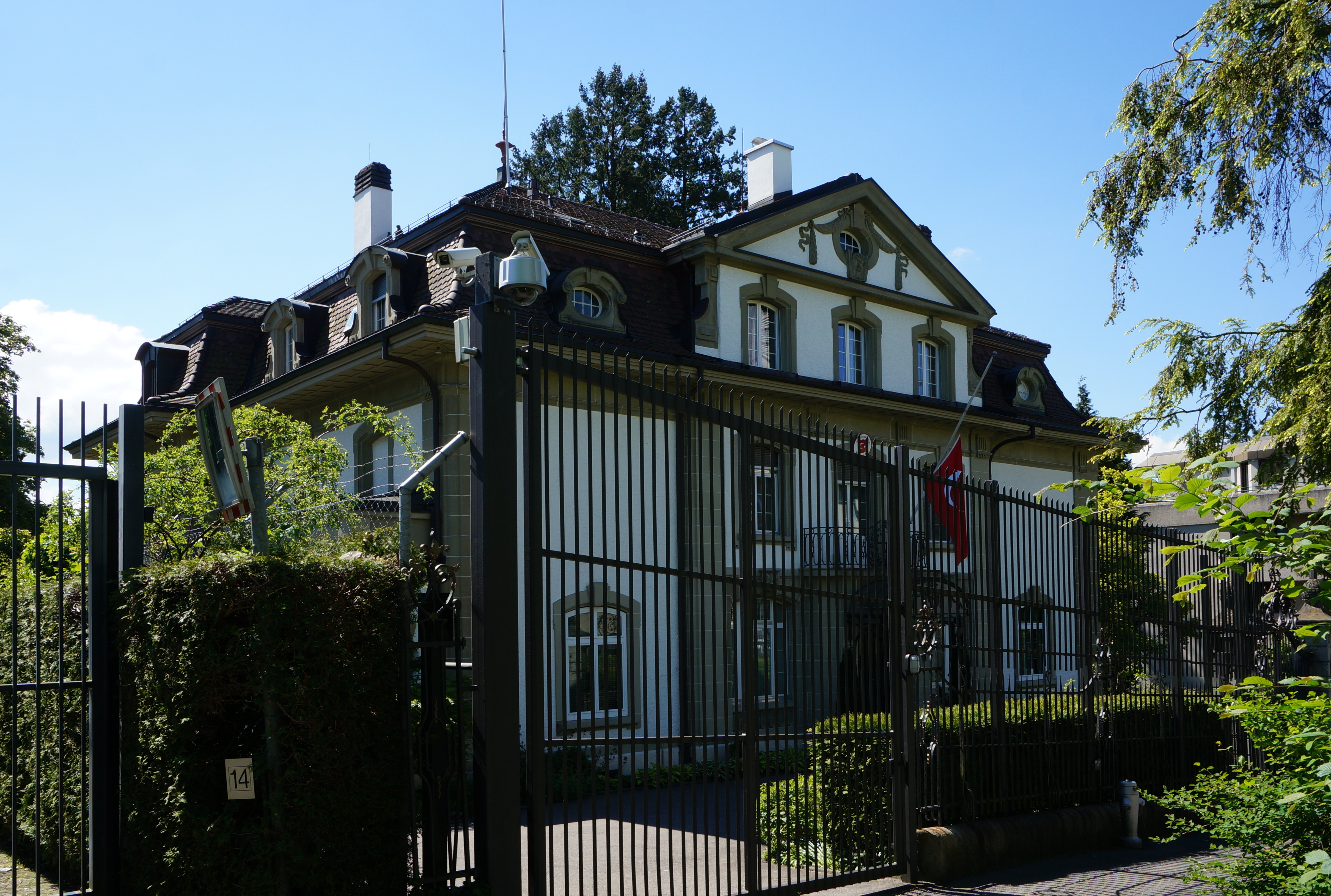
Türkische Botschaft (Kalcheggweg 14)

Zwischen den repräsentativen Gebäuden finden sich vereinzelt Villen und Wohnhäuser „normaler“ Bürger sowie eine beträchtliche Anzahl von Alters- und Pflegeheimen sowie Seniorenresidenzen. Im Zentrum des Quartiers befindet sich das Brunnadere-Huus. Ursprünglich als "Rettungsanstalt für gefallene Mädchen" im ersten Drittel des 20. Jahrhunderts gegründet, diente es bis 1975 als „Evangelisches Mädchenheim Brunnadern“. Heute fungiert es als Einrichtung für Menschen mit Behinderungen.
Die Wohnbebauung des Quartiers besteht aus oftmals villenartigen Ein- und Mehrfamilienhäusern. Die Wohnanlage Brunnadern, die das Atelier 5 1970 an der Brunnadernstrasse 62–68 fertigstellte, besteht aus vier Mehrfamilienhäusern aus Sichtbeton. An der Mülinenstrasse 6 befindet sich die Schulanlage Manuel (Kindergarten bis 9. Klasse). Die reformierte Petruskirche befindet sich an der Brunnadernstrasse 40. 

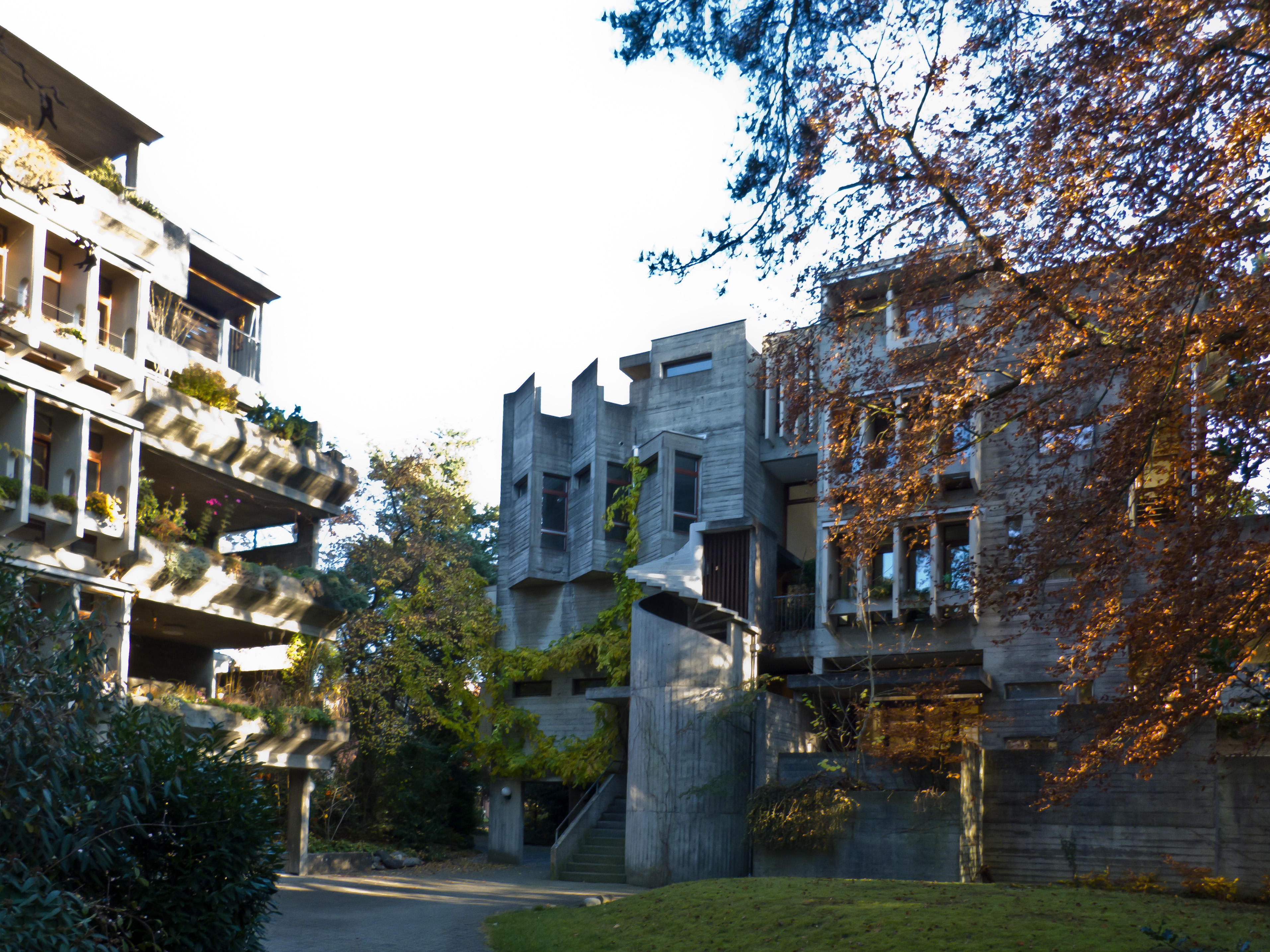
Wohnbauten Brunnadern von Atelier 5
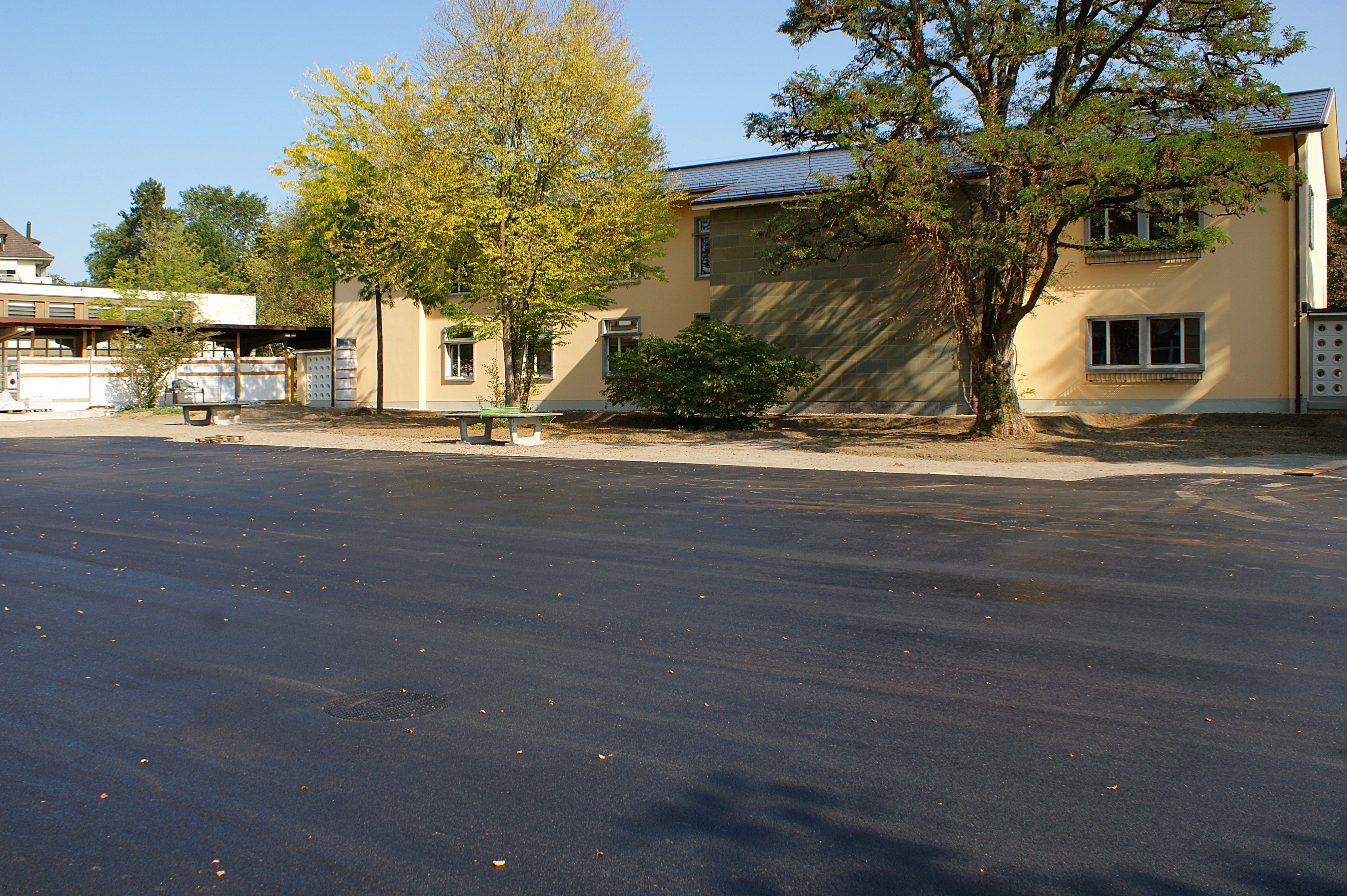
Schulanlage Manuel (Mülinenstrasse 6)
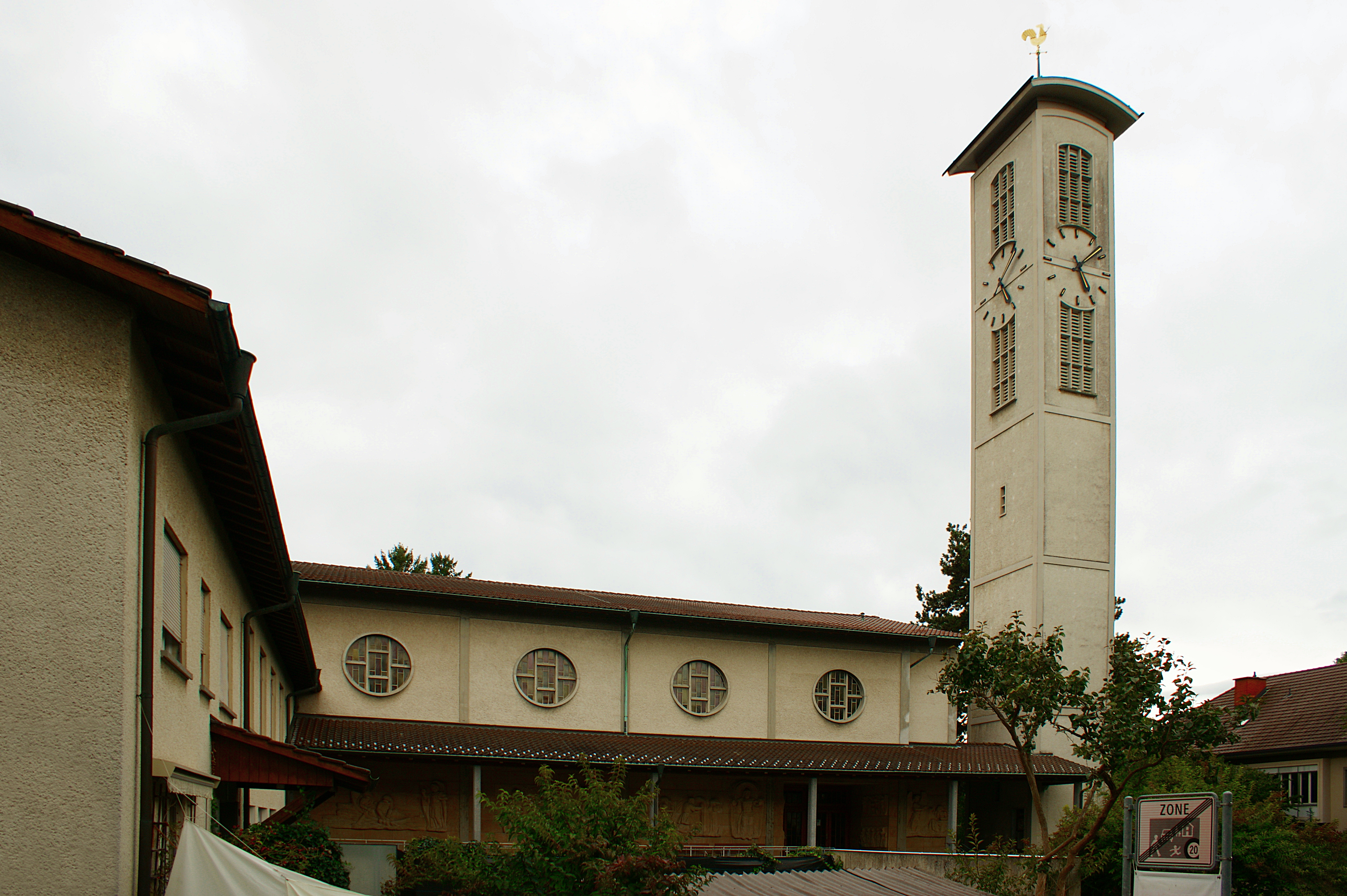
Petruskirche (Brunnadernstrasse 40)